# James Earl Ray
James Earl Ray (ur. 10 marca 1928 w Alton, zm. 23 kwietnia 1998 w Nashville) – amerykański przestępca, skazany na 99 lat więzienia za zabójstwo amerykańskiego społecznika, przeciwnika segregacji rasowej, pastora Martina Luthera Kinga, które miało miejsce 4 kwietnia 1968 roku w Memphis.
Rok przed zabójstwem pastora J.E. Ray uciekł z więzienia stanowego Missouri. 8 czerwca 1968 roku, 2 miesiące po zabiciu Kinga, został złapany na londyńskim lotnisku Heathrow, kiedy próbował opuścić Wielką Brytanię, posługując się sfałszowanym kanadyjskim paszportem. Wkrótce też dokonano ekstradycji Raya do stanu Tennessee, gdzie oskarżono go o zamordowanie Kinga.
James Earl Ray przyznał się do zarzucanych mu czynów 10 marca 1969 roku, choć, jak twierdzi jego adwokat – Percy Foreman – zrobił to tylko po to, by uniknąć kary śmierci. Sąd w Tennessee skazał go na 99 lat pozbawienia wolności. 11 czerwca 1977 roku po raz drugi w swoim życiu uciekł z więzienia, jednak FBI złapało go już po trzech dniach. Ray utrzymywał, że to nie on zabił Kinga. Pojawiły się również inne niejasności związane z zamachem: błędy policji w pierwszej fazie śledztwa (nie zabezpieczono wszystkich śladów i nie przesłuchano wszystkich świadków, którzy twierdzili, że strzelał ktoś inny z innego miejsca), odciski Raya na broni były niewyraźne. Wszystko to spowodowało, iż wiele osób uznało, że King padł ofiarą spisku, a Ray był jedynie kozłem ofiarnym.
W 1997 roku spotkał się w więzieniu z synem zamordowanego pastora, Dexterem Kingiem. King poparł propozycję ponownego procesu w sprawie morderstwa swojego ojca. Skazany zmarł w więzieniu po odbyciu 30 lat kary. Powodem jego śmierci była niewydolność nerek i wątroby.